# روی بینز
روی بینز (انگلیسی: Roy Baines؛ زادهٔ ۷ فوریهٔ ۱۹۵۰) بازیکن فوتبال اهل بریتانیا است.
از باشگاه‌هایی که در آن بازی کرده‌است می‌توان به باشگاه فوتبال هیبرنین، باشگاه فوتبال سلتیک، و باشگاه فوتبال سنت جانستون اشاره کرد.